# Escalera Gigante
La Escalera Gigante (en inglés, Giant Stairway) está situada muy cerca de la ciudad de Katoomba, en la región de las Montañas Azules, en Nueva Gales del Sur, Australia. Tiene más de 800 escalones y fue creada para practicar el senderismo.  